# Anita Sanders
Pour les articles homonymes, voir Sanders.
Anita Sanders, née Johannesson le 3 avril 1942 et morte le 18 avril 2023, est une actrice et mannequin suédoise active dans des films italiens des années 1960 et 1970.

## Biographie
Anita Sanders a commencé sa carrière cinématographique en 1964 dans un rôle mineur dans le film La fugue , suivi d'une apparition seins nus dans Juliette des esprits de Federico Fellini et en 1965 dans la La Dixième Victime d' Elio Petri. En 1967, elle est choisie pour le rôle principal du film expérimental Nerosubianco de Tinto Brass - Dino De Laurentiis . Son dernier film qui date de 1975 est La lycéenne a grandi de Silvio Amadio où elle joue le second rôle aux côtés de Gloria Guida.
Après 1975, elle mène une carrière éphémère en tant qu' assistante à la mise en scène à Cinecittà .

## Filmographie partielle
- 1964 : La Fugue (La fuga) de Paolo Spinola
- 1965 : Juliette des esprits (Giulietta degli spiriti) de Federico Fellini
- 1965 : La Dixième Victime (La decima vittima) de Elio Petri
- 1967 : 4 malfrats pour un casse  (Assalto al tesoro di stato) de Piero Pierotti
- 1968 : Rome comme Chicago (Roma come Chicago) de  Alberto De Martino
- 1969 : La donna invisibile de Paolo Spinola
- 1969 : Nerosubianco de Tinto Brass : Barbara
- 1970 : Thomas e gli indemoniati de Pupi Avati
- 1970 : Ostia de Sergio Citti
- 1972 : Les Contes de Canterbury (I racconti di Canterbury) de Pier Paolo Pasolini : La femme de Thomas (scènes supprimées et perdues)
- 1975 : La lycéenne a grandi (Quella età maliziosa) de Silvio Amadio